# 17 Тетида
17 Тетида (лат. 17 Thetis) је астероид главног астероидног појаса. Приближан пречник астероида је 90,04 km,
а средња удаљеност астероида од Сунца износи 2,469 астрономских јединица (АЈ).
Инклинација (нагиб) орбите у односу на раван еклиптике је 5,589 степени, а орбитални период износи 1417,370 дана (3,880 године). Ексцентрицитет орбите астероида износи 0,134.
Апсолутна магнитуда астероида износи 7,76 а геометријски албедо 0,171.
Астероид је откривен 17. априла 1852. године.